# Бану Шајбан
Бану Шајбан је било арапско племе, грана групе Бакр ибн Ва'ил. Током раног исламског доба, племе се углавном населило у Џазири и одиграло је важну улогу током своје историје.

## Историја
У предисламском периоду, Шајбан је са својим стадима лутао различитим пространствима у зависности од тренутног годишњег доба, зимовање је најчешће спровођено у Џадији у Наџду и прелазком у плодне низије око Еуфрата за време лета, крећући се од Џазире на северу а затим надоле према Ираку и обалама Персијског залива.Његови главни противници у то време били су племена Бану Таглиб и Бану Тамим. Већ од предисламских времена, племе је "слављено [...] због изузетног квалитета својих песника, његове употребе врло чисте форме арапског језика и његовог борбеног пламена" (Тх. Бианкуи), репутација њених чланова задржава се и у исламском периоду, када историчари напомињу обе његове вештине, ратништво и поезију.
За време Мухамеда и његових непосредних наследника, припадници племена Шајбан су били савезници Бану Хашима (клан коме је припадао Мухамед). Током муслиманског освајања Персије, Шајбани ел Мутана ибн Харита је играо водећу улогу у освајању Ирака. Већина припадника Шаибана је остала активна, као у предисламским временима, углавном у Месопотамији, али посебно у округу Дијар Бакр, где су се населили у великом броју, а одатле на суседну Јерменску висораван. Због ове близине, Шајбан је играо важну улогу у историји ране исламске Јерменије и Азербејџана. Неколико изолованих група и појединаца из племена су такође насељени у северној Сирији и Хорасану, као што је Абу Давуд Халид ибн Ибрахим ел Духли ел Шајбани, следбеник Абу Муслима.
За време Омејада, племе Шајбан је остало моћано у Џазира. Припадник овог племена Шабиб ибн Јазид ибн Ну'ајм ел Шајбани био је у стању да подигне устанак инспирисан великим размерама Хариџита током 690-тих година против Ел Хаџаџа ибн Јусуфа, као и Ел Дахак ибн Кајс ел Шајбани у периоду 745-746. Под раним Абасидима, најистакнутији Шајбани били су породица Ма'н ибн За'ида, породица бившег службеника Омејада који је обезбедио помиловање Ел Мансура. Његови синови, а посебно његови нећаки, Јазид ибн Мазјад и Ахмад ибн Мазјад, окупирали су високе канцеларије. Јазид ибн Мазјад је служио халифу Харун ел Рашиду са успехом као генералом, чак и подривајући хариџитску побуну коју је предводио његов саплеменик Шајбани ел Валид ибн Тариф ел Шари, док је његов брат Ахмед отишао са 20.000 саплеменика у помоћ калифу Ел Амину у грађански рат против Ел Ма'муна. Јазид је двапута служио као гувернер Јерменије (огромна покрајина која обухвата Јерменију и Азербејџан), где је вршио обимну колонизацију са арапским муслиманима, посебно у Ширвану. Њега су наследили синови Асад, Мухамед и Халид поставши тако први из дугачке линије шајбанских гувернера и праотац династије Мазјадида који су владали у Ширван-у као аутономни и каснији независни емири (Ширваншах) до 1027. године.
Још једна успешна Шајбани линија била је она којој је припадао Иса Ибн ел Шајх ел Шајбани, гувернер у Сирији и Јерменији током осамдесетих и осамдесетих 860–880-тих година. Његов син Ахмад искористио је хаос после "Анархије у Самари" и успоставио себе као најјачег владар Џазире, контролишући Дијар Бакр и јерменске пограничне земље Тарона и Антзитене, иако се суочио са конкуренцијом од стране Таглиби Хамдана ибн Хамдуна и Турк Исака ибн Кундајика, владара Мосула. Ахмад је успео да заузме Мосул после смрти Ибн Кундајика, али је 893. године збачен услед поновног оживљавања Абасидског калифата под Ел Му'тадидом. Након његове смрти 898. године, Ел Му'тадид је преузео последњи посед породице, Амид, и затворио Ахмедовог сина Мухамеда.
Шајбан се у целини не помиње често у каснијим вековима, за разлику од његових многих под-племена или грубих група које потичу од њега.
 Неки припадници племена Шајбан се помињу у каснијим временима у јужном Ираку као песници, граматичари и филолози, а међу њима и Шајбани мавла Абу Амр Исак ибн Мирар ел Шајбани (умро 825).
 Чланови племена се помињу међу раним следбеницима Карматианаца у Саваду у Ираку, а опет у северној Сирији крајем 10. и 11. века, након чега се "племе Шајбана као такве мање помињу, па је тешко пратити каснију судбину ове врло фрагментисане групе "(Тх. Бианкуис).

Међутим, Арапи из регије Дијар Бакр у Турској још увек трагају за својим племенским пореклом назад у овом, племену.
Неке породице чак тврде да су потомци из познате линије Иса ибн ел Шајх ел Шајбани. Међутим, Бану Шајбан из југоисточне Анадолије је организован слободно и немају шеиха као вођу свога племена, као што је то уобичајено у арапским земљама.